# World Qualifying Series 2015
Navigation
Édition précédente Édition suivante
Le World Qualifying Series 2015 est la 26e édition du circuit Qualifying Series de la World Surf League (WSL) qui constitue la ligue d'accès à l'élite mondiale du surf, le World Championship Tour. Il est composé au total de 53 compétitions (masculines et féminines confondues) organisées à travers le globe du 5 janvier au 6 décembre 2015.
Le format du circuit est légèrement modifié par rapport à 2014, en raison notamment du renommage de l'Association des surfeurs professionnels en World Surf League. Les compétitions sont désormais classées par leur dotation en dollars américains (de 1 000 à 10 000) et rapportent au premier le nombre de points correspondants. À l'issue de la saison, les surfeurs ayant remporté le plus de points sont candidats à la montée à l'échelon supérieur, le Championship Tour.

## Déroulement de la saison
Après sa victoire en juillet lors du Ballito Pro en Afrique du Sud, le Brésilien Alejo Muniz est le premier surfeur à être assuré de remonter dans le circuit d'élite en 2016 après l'avoir quitté en 2015.
Le 9 août 2015, le Maui and Sons Arica Pro Tour (QS 1 500) organisé à Arica au Chili est annulé au stade des demi-finales en raison d'une hauteur de vague supérieur à sept mètres et un risque concernant la sécurité des surfeurs. Les demi-finalistes (le Français Andy Crière, le Péruvien Miguel Tudela et les Chiliens Manuel Selman et Leon Vicuña) se voient attribuer les points correspondant à une troisième place et se partagent la prime totale restante du tournoi.

## Calendrier des épreuves

### Circuit masculin
| Date                    | Compétition                       | Site                         | Classe | Vainqueur          |
| ----------------------- | --------------------------------- | ---------------------------- | ------ | ------------------ |
| 5–8 janvier             | Shoe City Pro                     | Huntington Beach, États-Unis | 1 000  | Kolohe Andino      |
| 29 janvier–8 février    | Volcom Pipe Pro                   | North Shore d'Oahu, Hawaï    | 3 000  | John John Florence |
| 30 janvier–1er février  | Scoot Burleigh Pro Men            | Burleigh Heads, Australie    | 1 000  | Mitch Crews        |
| 9–15 février            | Hurley Australian Open            | Sydney, Australie            | 6 000  | Kolohe Andino      |
| 16–22 février           | Burton Automotive Pro             | Newcastle, Australie         | 6 000  | Alejo Muniz        |
| 31 mars–5 avril         | Rip Curl Pro Argentina            | Buenos Aires, Argentine      | 1 500  | Robson Santos      |
| 8–12 avril              | Papara Surf Festival              | Papara, Tahiti               | 1 000  | Taumata Puhetini   |
| 21–26 avril             | Martinique Surf Pro               | Basse-Pointe, Martinique     | 3 000  | Joshua Moniz       |
| 28 avril-2 mai          | Oakley Lowers Pro                 | Lower Trestles, États-Unis   | 10 000 | Filipe Toledo      |
| 1er–4 mai               | Komune Bali Pro                   | Bali, Indonésie              | 1 000  | Taj Burrow         |
| 5–10 mai                | Quiksilver Pro Saquarema          | Saquarema, Brésil            | 10 000 | Alex Ribeiro       |
| 22–25 mai               | Local Motion Surf into Summer Pro | Honolulu, Hawaï              | 1 000  | Joel Centeio       |
| 3-7 juin                | Billabong Pro Shikoku             | Shikoku, Japon               | 1 000  | Yujiro Tsuji       |
| 29 juin–5 juillet       | Ballito Pro                       | Ballito, Afrique du Sud      | 10 000 | Alejo Muniz        |
| 14–20 juillet           | Murasaki Shonan Open              | Fujisawa, Japon              | 1 500  | Luel Felipe        |
| 26 juillet–2 août       | Vans US Open of Surfing           | Huntington Beach, États-Unis | 10 000 | Hiroto Ohhara      |
| 4–9 août                | Maui and Sons Arica Pro Tour      | Arica, Chili                 | 1 500  | Annulé,            |
| 13–16 août              | Quiksilver Uluwatu Challenge      | Uluwatu, Indonésie           | 1 000  | Jared Hickel       |
| 17–23 août              | Vans Pro                          | Virginia Beach, États-Unis   | 3 000  | Kanoa Igarashi     |
| 18–23 août              | Soöruz Lacanau Pro                | Lacanau, France              | 3 000  | Maxime Huscenot    |
| 25–30 août              | Pro Anglet                        | Anglet, France               | 1 500  | Bino Lopes         |
| 26–30 août              | WRV Outer Banks Pro               | Nags Head, États-Unis        | 1 000  | Asher Nolan        |
| 1er–6 septembre         | Pantin Classic Galicia Pro        | La Corogne, Espagne          | 1 500  | Thiago Camarão     |
| 8–12 septembre          | Quiksilver Pro Casablanca         | Casablanca, Maroc            | 3 000  | Pedro Henrique     |
| 10–13 septembre         | Pacifico Belmar Pro               | Belmar, États-Unis           | 1 000  | Michael Dunphy     |
| 22–27 septembre         | SATA Azores Pro                   | São Miguel, Açores           | 10 000 | Jack Freestone     |
| 23–27 septembre         | Siargao Cloud 9 Surfing Cup       | Siargao, Philippines         | 1 500  | John Mark Tokong   |
| 28 septembre–4 octobre  | Cascais Billabong Pro             | Cascais, Portugal            | 10 000 | Kolohe Andino      |
| 9–12 octobre            | Hyuga Pro                         | Hyūga, Japon                 | 1 000  | Kaito Ohashi       |
| 14–18 octobre           | Coldwater Classic                 | Santa Cruz, États-Unis       | 1 500  | Rafael Teixeira    |
| 17–18 octobre           | Hakstar Mattara Pro               | Newcastle, Australie         | 1 000  | Dale Lovelock      |
| 20–25 octobre           | Red Nose Pro15 Florianópolis SC   | Florianópolis, Brésil        | 6 000  | Deivid Silva       |
| 27 octobre–1er novembre | Mahalo Surf Eco Festival          | Itacaré, Brésil              | 6 000  | Kanoa Igarashi     |
| 27 octobre–10 novembre  | HIC Pro                           | Sunset Beach, Hawaï          | 3 000  | Ian Walsh          |
| 2–8 novembre            | Oi HD São Paulo Open              | Maresias, Brésil             | 10 000 | Miguel Pupo        |
| 12–23 novembre          | Hawaiian Pro                      | Oahu, Hawaï                  | 10 000 | Wade Carmichael    |
| 24 novembre–6 décembre  | Vans World Cup                    | Sunset Beach, Hawaï          | 10 000 | Mick Fanning       |
| 25–29 novembre          | Taiwan Open of Surfing            | Taitung, Taïwan              | 1 000  | Perth Standlick    |

### Circuit féminin
| Date                   | Compétition                      | Site                       | Classe | Vainqueur      |
| ---------------------- | -------------------------------- | -------------------------- | ------ | -------------- |
| 16-19 janvier          | Samsung Galaxy Hainan Pro        | Wanning, Chine             | 6 000  | Mahina Maeda   |
| 30 janvier–1er février | Scoot Burleigh Pro Women         | Burleigh Heads, Australie  | 1 000  | Dimity Stoyle  |
| 9–15 février           | Hurley Australian Open           | Sydney, Australie          | 6 000  | Laura Enever   |
| 18–22 février          | Burton Automotive Womens Classic | Newcastle, Australie       | 1 000  | Ellie Brooks   |
| 16–24 mars             | Surf n Sea Pipeline Pro          | North Shore d'Oahu, Hawaï  | 1 000  | Keala Kennelly |
| 26–29 mars             | Port Taranaki Pro                | Taranaki, Nouvelle-Zélande | 6 000  | Keely Andrew   |
| 3–7 juin               | Billabong Pro Shikoku            | Shikoku, Japon             | 1 000  | Ren Hashimoto  |
| 9–14 juin              | Los Cabos Open of Surf           | San José del Cabo, Mexique | 6 000  | Nikki Van Dijk |
| 28 juin                | Ballito Pro                      | Ballito, Afrique du Sud    | 1 000  | Nikita Robb    |
| 24–26 juillet          | Paul Mitchell Supergirl Pro      | Oceanside, États-Unis      | 6 000  | T. Weston-Webb |
| 6–9 août               | Copa El Salvador Impresionante   | La Libertad, Salvador      | 6 000  | Sage Erickson  |
| 25–30 août             | Pro Anglet                       | Anglet, France             | 1 500  | Pauline Ado    |
| 1er–6 septembre        | Pantin Classic Galicia Pro       | La Corogne, Espagne        | 6 000  | Chelsea Tuach  |
| 4–8 novembre           | Pichilemu Woman's Pro            | Punta de Lobos, Chili      | 1 500  | Alessa Quizon  |